# Пантази, Константин
Константин Пантази (рум. Constantin Pantazi;  26 августа 1888, Кэлэраши, Румыния - 23 января 1958, Рымнику-Сэрат, Румыния) — румынский военный и государственный деятель, министр обороны (23 января 1942 – 23 августа 1944), корпусной генерал (23.3.1943).

## Биография
Образование получил в Военно-пехотной и кавалерийской военной школах, затем в Высшем военном училище.
Участник Первой мировой войны. Один из ближайших сотрудников маршала Й. Антонеску. 
Командовал 3-й стрелковой дивизией, затем танковой дивизией.
14 сентября 1940 года был назначен статс-секретарем по сухопутным войскам Министерства обороны Румынии. 21 января 1942 года Й. Антонеску сложил с себя обязанности министра обороны и назначил на этот пост К. Пантази. 
В ведении К. Пантази были сосредоточены вопросы снабжения, комплектования, администрации и другого румынской армии. Верный соратник Й. Антонеску, пользовался его личным доверием. Во время румынского восстания под руководством коммунистов К. Пантази 23 августа 1944 года был арестован вместе с кондукэтором Й. Антонеску и отправлен в СССР. В 1946 году депортирован в Румынию и за военные преступления приговорён к смертной казни, по апелляции приговор заменен пожизненным тюремным заключением. В заключении ослеп, болел диабетом и нефросклерозом. Умер в румынской тюрьме.